# Blessed Are the Sick
Blessed Are the Sick – drugi album amerykańskiej grupy muzycznej Morbid Angel. Wydawnictwo ukazało się 5 czerwca 1991 roku nakładem Earache Records.

## Lista utworów
Opracowano na podstawie materiału źródłowego.
| Nr  | Tytuł utworu                                  | Słowa              | Muzyka    | Długość |
| --- | --------------------------------------------- | ------------------ | --------- | ------- |
| 1.  | „Intro” (utwór instrumentalny)                |                    | Azagthoth | 1:27    |
| 2.  | „Fall from Grace”                             | Vincent            | Azagthoth | 5:13    |
| 3.  | „Brainstorm”                                  | Vincent            | Azagthoth | 2:34    |
| 4.  | „Rebel Lands”                                 | Vincent            | Azagthoth | 2:41    |
| 5.  | „Doomsday Celebration” (utwór instrumentalny) |                    | Azagthoth | 1:49    |
| 6.  | „Day of Suffering”                            | Vincent            | Azagthoth | 1:54    |
| 7.  | „Blessed Are the Sick/Leading the Rats”       | Vincent            | Azagthoth | 4:47    |
| 8.  | „Thy Kingdom Come”                            | Vincent            | Azagthoth | 3:24    |
| 9.  | „Unholy Blasphemies”                          | Vincent, Azagthoth | Azagthoth | 2:10    |
| 10. | „Abominations”                                | Azagthoth          | Azagthoth | 4:27    |
| 11. | „Desolate Ways” (utwór instrumentalny)        |                    | Brunelle  | 1:40    |
| 12. | „The Ancient Ones”                            | Azagthoth          | Azagthoth | 5:53    |
| 13. | „In Remembrance” (utwór instrumentalny)       |                    | Azagthoth | 1:25    |
|     |                                               |                    |           | 39:24   |

## Twórcy
Opracowano na podstawie materiału źródłowego.

- Trey Azagthoth - gitara, instrumenty klawiszowe
- Pete Sandoval - perkusja
- David Vincent - gitara basowa, śpiew
- Richard Brunelle - gitara
- Tom Morris - inżynieria dźwięku, miksowanie
- Jean Delville (1867-1952) - okładka (obraz "Les Tresors De Satan")
- G. Cussac - zdjęcia
- Martin Nesbitt - oprawa graficzna